# San Clemente kommun, Chile
San Clemente är en kommun i Chile.   Den ligger i provinsen Provincia de Talca och regionen Región del Maule, i den södra delen av landet, 250 km söder om huvudstaden Santiago de Chile.
Trakten runt San Clemente är ofruktbar med lite eller ingen växtlighet. Runt San Clemente är det glesbefolkat, med 8 invånare per kvadratkilometer.